# نقش نظامی و سیاسی سیمون بولیوار

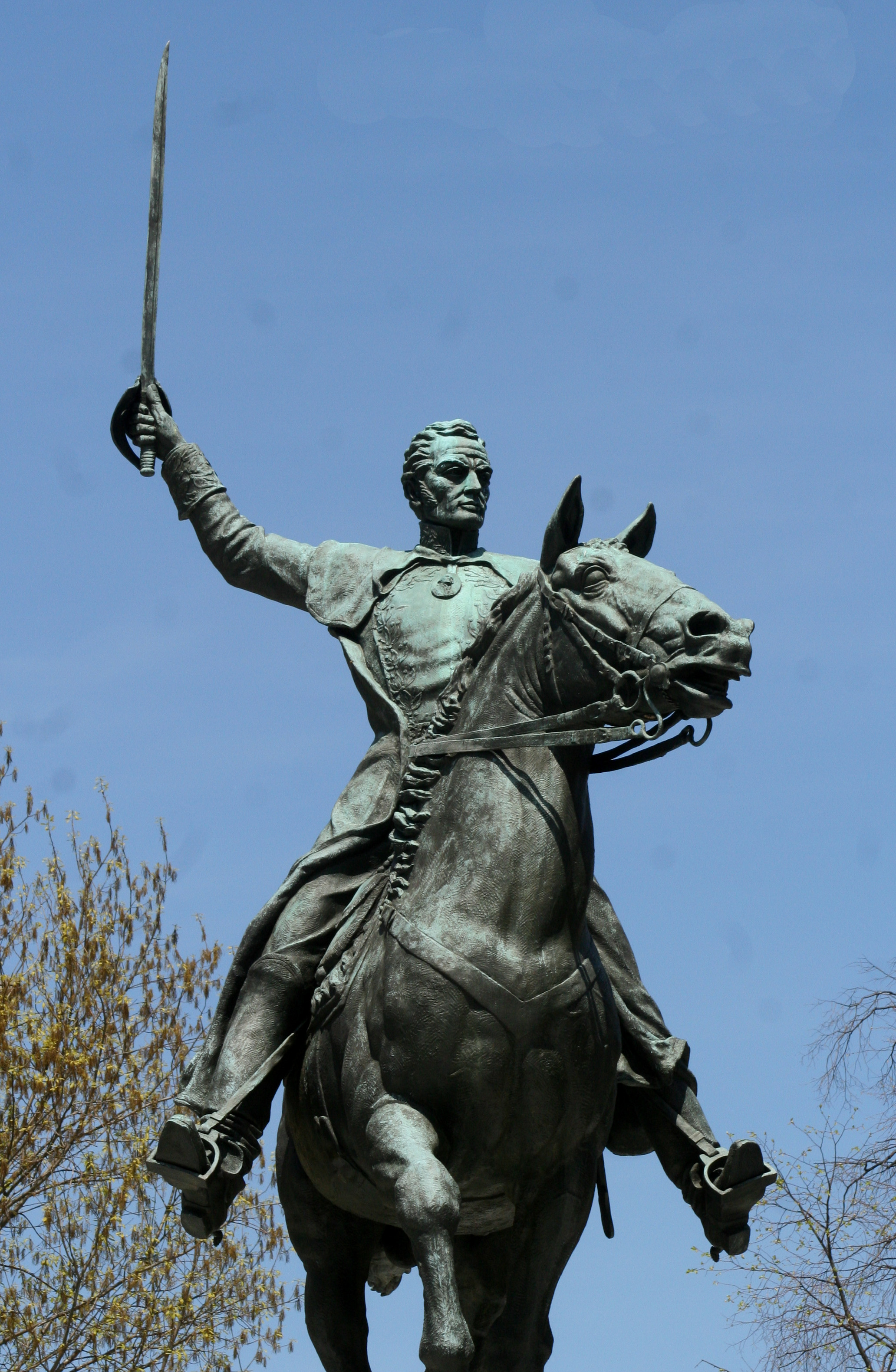
مجسه اسب سوار سیمون بولیوار

نقش نظامی و سیاسی سیمون بولیوار (انگلیسی: military and political career of Simón Bolívar) (۲۴ ژوئیه ۱۷۸۳ تا ۱۷ دسامبر ۱۸۳۰) نقشی برجسته است که شامل خدمات رسمی او در ارتش دولت‌های انقلابی یا کارهای خودش در سازماندهی فعالیت‌های استقلال‌طلبانه یا همکاری او با دیگر میهن پرستان تبعیدی در سال‌های ۱۸۱۱ تا ۱۸۳۰ می‌شود نقش وی به عنوان عنصر مهمی در موفقیت جنگ‌های استقلال‌طلبانه در آمریکای جنوبی بحساب می‌آید. سیمون بولیوار به عنوان یکی از چندین رهبر جنبش استقلال‌طلبانه آمریکای جنوبی با آرمان‌های دموکراتیک الهام گرفته از انقلاب فرانسه زندگی اش را وقف مبارزه برای استقلال آمریکای جنوبی کرد. او در جنگ با استعمارگران اسپانیایی موفق شد جمهوری بزرگ کلمبیا را متشکل از کشورهای کلمبیا، ونزوئلا و اکوادور آزاد تشکیل دهد. او مبارزات استقلال طلبانه دیگر کشورهای آمریکای لاتین مانند پاناما، بولیوی و پرو را نیز رهبری کرد.

## هدایت مبارزات
بولیوار و دیگر رهبران میهن‌پرست مانند سانتیاگو مارینو، مانوئل پیار، خوزه فرانسیسکو برمودز و فرانسیسکو دپلولا سانتاندر مجبور بودند که به تبعیدگاه‌هایی مانند جزایر کارائیب یا مناطق تحت کنترل استقلال‌طلبان بروند تا از آنجا بتوانند مبارزات مردم برای دست یابی به استقلال را هدایت کنند. جنگ‌های استقلال‌طلبانه میهن پرستان باعث شد که تعدادی از مستعمره‌های اسپانیا در آمریکای جنوبی مانند ونزوئلا، کلمبیا، اکوادر، پرو و بولیوی به استقلال دست بیابند.

## چالش‌ها

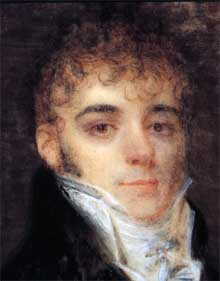
عکس نقاشی بولیوار در ۲۱ سالگی در پاریس،
حدود سال ۱۸۰۴

سیمون بولیوار در طول بیست و یک سالی که در جنگ‌های استقلال‌طلبانه در آمریکای جنوبی شرکت داشت با دو چالش اصلی روبرو بود. اولین چالش او این بود که برای اولین بار به عنوان رهبر بی قید و شرط جمهوریخواه پذیرفته شد. با وجود ادعای چنین نقشی از سال ۱۸۱۳، او تنها در سال ۱۸۱۷ به این امر دست یافت و پس از پیروزی چشمگیر و غیرمنتظره اش در گرانادای جدید در سال ۱۸۱۹ بود که به این امر دست یافت. چالش دوم او چشم‌انداز ادغام منطقه در یک کشور بزرگ بود که به اعتقاد او تنها عامل تضمین کننده برای حفظ استقلال آمریکا از اسپانیا در شمال آمریکای جنوبی است
تجربیات اولیه او در اولین جمهوری ونزوئلا و در گرانادای جدید او را به این باور رساند که چند دستگی میان جمهوریخواهان، باعث می‌شود که سلطنت طلب‌های اسپانیایی بتوانند در نهایت دست بالا را در منطقه داشته باشند. پیروزی او در سال ۱۸۱۹ بار دیگر او را به سمت ایجاد یک دولت متحد (کلمبیای بزرگ) سوق داد. با چنین حکومتی بود که می‌توانست با پادشاهی اسپانیا درگیر شود.

## سابقه استقلال‌طلبی
ایده استقلال‌طلبی در طول سالیان در میان اقلیتی از ساکنین شمال آمریکای جنوبی وجود داشته‌است. در سال ۱۷۹۷، مانوئل گوال و خوزه ماریا اسپانیا، با الهام از خوان بواتستا پیکورنل، برای ایجاد یک جمهوری در ونزوئلا تلاش ناموفقی داشتند. آن‌ها می‌خواستند با شعار برابری اجتماعی بیشتر برای ونزوئلایی‌ها همه قشرها اجتماعی را وارد حرکت خود کنند. نه سال بعد، در سال ۱۸۰۶، فرانسیسکو د میراندا که مهاجران خارج از کشور ونزوئلا رهبری گروه کوچکی از داوطلبان خارجی انگلیسی و آمریکایی را بدست گرفت تا حکومت ونزوئلا را سرنگون کند و یک جمهوری مستقل ایجاد نماید؛ ولی این تلاش هم شکست خورد چرا که بومیان ونزوئلا در برابر حمله میراندا مقاومت کردند و در نتیجه نیروهای میراندا به سرعت پراکنده شدند. بی علاقگی تبعه پرتغال و اسپانیا در ونزوئلا به استقلال طلبی اغلب با ترس آن‌ها نسبت به از دست رفتن کنترل اسپانیا و برپایی انقلاب در ونزوئلا، توضیح داده می‌شود.

## خدمات بولیوار

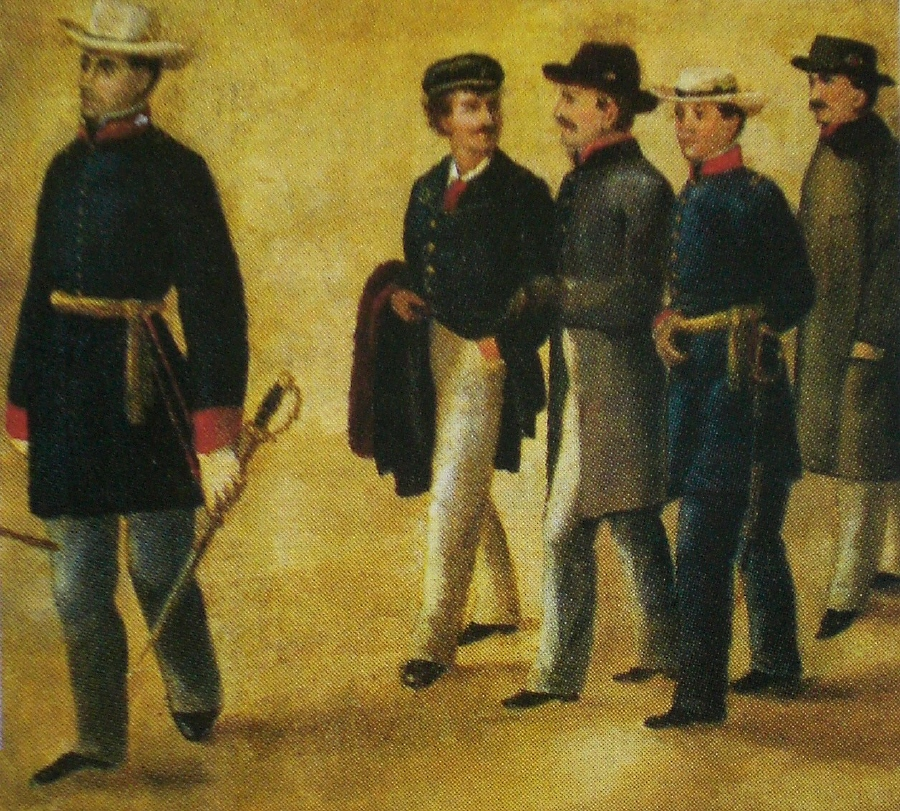
Soublette, Pedro Briceño Méndez, Francisco Antonio Zea, Gregor MacGregor و Brión در Ocumare. تصویر قرن نوزدهم توسط کارملو فرناندز.

خدمات بولیوار در جمهوری دوم (۱۸۱۲– ۱۸۱۴)
دومین تبعید در گرانادا و کارائیب (۱۸۱۴–۱۸۱۴)
بولیوار همانند بسیاری دیگر از جمهوری خواهان ونزوئلایی که بعد از دور دوم پیروزی سلطنت طلبان به گرانادای جدید فرار کردند و بار دیگر برای خدمت به استان‌های متحده وارد شدند و با شهرهایی که حاکمیت این استانها را به رسمیت نمی‌شناختند جنگیدند.
نیروهای بولیوار در ۱۲ دسامبر ۱۸۱۴ بعد از یک جنگ هشت‌ماهه شهر بوگوتا را تصرف کردند.

## جمهوری سوم (۱۸۲۰–۱۸۱۷)
بولیوار نیروهای خود را از هائیتی به منطقه اورینوکو که اغلب توسط پیار کنترل می‌شد، برد. پیار در برابر نیروهای سلطنت طلب به سوی شهر انگوستورا پیشروی کرد و آماده می‌شد تا شهر را محاصره کند. این محاصره کار سختی بود چرا که بخاطر داشتن رودخانه راه تدارک رسانی به آن باز بود. نیروهای کمکی بولیوار در این رابطه وارد شدند و در اوت ۱۸۱۷ این شهر بدست استقلال طلبان سقوط کرد
رئیس‌جمهور و فرمانده کل نیروهای مسلح کلمبیا (۱۸۲۵–۱۸۲۰)
کمپین جنوب، کویتو و پرو (۱۸۲۴–۱۸۲۱)
بولیوار در سال ۱۸۲۱ وارد چالش‌های جنوب شد و جنگ‌های استقلال طلبانه در کویتو و پرو را شروع کرد.

## نبرد آزادسازی گرانادای جدید
نبردهای سیمون بولیوار برای آزادی گرانادای جدید از ۱۸۱۹–۱۸۲۰ بخشی از جنگ‌های استقلال کلمبیا و ونزوئلا و یکی از مجموعه عملیات نظامی سیمون بولیوار برای استقلال این کشورها بحساب می‌آید. پیروزی بولیوار در گرانادای جدید (کلمبیای امروزی)، استقلال بخش‌های شمالی آمریکای جنوبی را تضمین کرد. این نبردها برای سیمون بولیوار منابع اقتصادی و انسانی فراهم کرد تا پیروزی علیه اسپانیا در ونزوئلا و کلمبیا را به پایان برساند.

### حمله شجاعانه
حمله بولیوار به گرانادای جدید یکی از شجاعانه‌ترین حملات در تاریخ نظامی است، بطوریکه این حملات توسط برخی از مورخان به عبور ناپلئون از کوه‌های آلپ در سال ۱۸۰۰ و عبور خوزه د سن مارتین از رشته کوه‌های آند در سال ۱۸۱۷ تشبیه می‌شود.

### طرح آزادسازی
سیمون بولیوار به عنوان فرمانده کل نیروهای مسلح ونزوئلا در سال‌های ۱۸۱۸ و ابتدای سال ۱۸۱۹ قصد داشت دست به عملیات جدیدی علیه استعمار اسپانیا در گرانادای جدید بزند و این کشور را نیز آزاد کند. درصورت آزادی گرانادای جدید می‌توانست علیه پابلو موریلو فرمانده سپاه اسپانیا در منطقه قیام کند و او را از گرانادای جدید بیرون کند؛ ولی مشکلی که داشت این بود که در مقابل نیروهای به‌خوبی آموزش دیده پادشاهی اسپانیا قدرت چندانی نداشت. بولیوار برای غافلگیر کردن موریلو تصمیم گرفت تا در فصل بارندگی وقتی که نیروهای موریلو از زمین‌های دشتی به مناطق دیگر می‌روند و هیچ‌کس فکر نمی‌کرد که بولیوار در این شرایط دست به عمل نظامی بزند و چنین کاری غیرممکن می‌نمود.
او در ژوئن ۱۸۱۹ حرکت کرد. نیروهای بولیوار که نزدیک به ۲۵۰۰ نفر بودند از دشت‌های پر شده از آب باران ونزوئلا عبور کردند و به سوی کوه‌های پر برف پارامو دو پیسبا در ارتفاع ۳۹۶۰ متری در منطقه کوردیلرا رفتند. به خاطر نداشتن امکانات لازم بعضی از نیروهای او یا بیمار شدند یا جان باختند.
ارتش اسپانیا شک داشت که بولیوار بتواند این مسیر را طی کند ولی وقتی که ارتش کوچک بولیوار در ۵ ژوئیه توانست از کوه‌ها حرکت کند تعجب کردند. نیروهای بولیوار راه را بسوی شهر بوگوتا هموار کردند. در نبرد مرداب‌های وارگاس در ۲۵ ژوئیه بولیوار یک نیروی اسپانیایی را که قصد داشت به سانتافه پایتخت گرانادای جدید تهاجم کند را در هم شکست. بعد از نبرد مرداب‌های وارگاس بولیوار مردانش را مجدداً سازماندهی کرد و تا ۴ اوت منتظر ماند. در شب ۴ اوت به سوی شهر تونخا حرکت کرد و در ظهر روز ۵ اوت ۱۸۱۹ شهر را تصرف کرد. نیروهای بولیوار که ۲۵۰۰ نفر بیشتر نبودند توانستند با سازمان کار مناسب ارتش ۲۶۷۰ نفره سلطنت طلبان را در عرض ۲ ساعت شکست دهند. در این درگیری ۶۶ جمهوریخواه جان باختند و در مقابل ۲۵۰ نفر از نیروهای استعمار گر بدست جمهوریخواهان کشته شدند. علاوه بر این ۱۶۰۰ نفر از نیروهای استعمار گر به اسارت جمهوریخواهان درآمدند. در نبرد بویاکا در تاریخ ۷ اوت ۱۸۱۹، بخش عمده‌ای از ارتش سلطنتی به بولیوار تسلیم شد. 

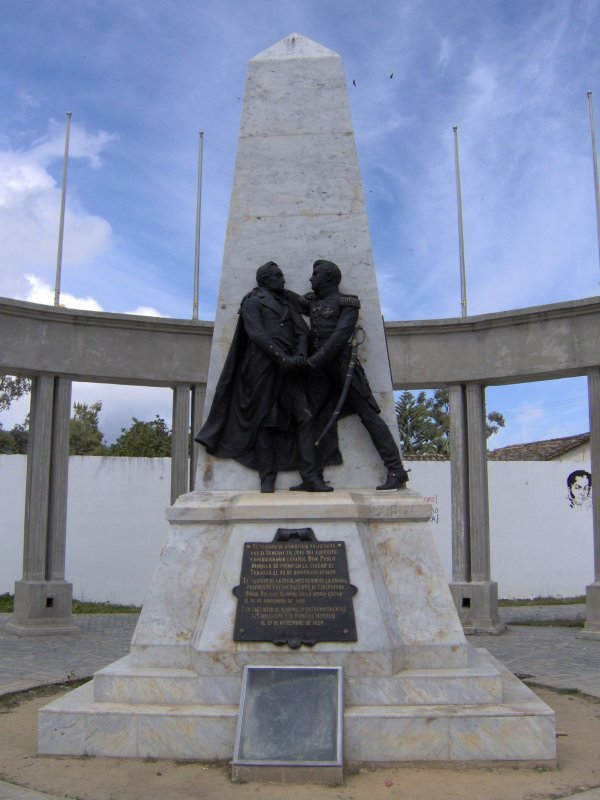
بنای یادبود موریو و بولیوار در سانتا آنا د ترگویلو.

### پایان جنگ
در بعد از ظهر ۱۰ اوت ارتش بولیوار بدون هیچ مقاومتی از طرف ارتش مقابل وارد شهر بوگوتا شد. جنگ بولیوار برای آزادسازی گرانادا ی جدید به پایان رسید. نبرد بویاکا یک پیروزی قاطع علیه استعمار اسپانیا بود. به رغم قدرت سلطنت طلبان در استان‌های دیگر منطقه، مانند سانتا مارتا و پاستو پایتخت گرانادای جدید دیگر توسط جمهوری خواهان تصرف شده بود.

## فرماندهی عملیات آزادسازی ونزوئلا
ونزوئلا در سال ۱۵۲۲ توسط پادشاهی اسپانیا تصرف شد و از این تاریخ به بعد به عنوان یکی از مستعمره‌های اسپانیا در آمریکای جنوبی شناخته می‌شد. در این کشور چندین بار شورش شد ولی به نتیجه نرسید. در ۲۴ ژوئن سال ۱۸۲۱ سیمون بولیوار در ‹‹جنگ کارابوبو›› با کمک ژنرال خوزه آنتونیو پائز، و کمکهای ویژه فرمانده آنتونیو خوزه دی سوکره، که بولیوار طبق نقشه جنگ او عمل کرده بود و همچنین بعد از پیروزی خوزه پرودنسیو پادیلا در ‹‹جنگ دریایی دریاچه ماراکایبو›› در ۲۴ ژولای ۱۸۲۳ این کشور توانست ارتش اسپانیا را شکست دهد و استقلال خود را بدست بیاورد.